# أبو السعود
قرية أبوالسعود هي إحدى القرى التابعة لمركز الفيوم في محافظة الفيوم في جمهورية مصر العربية. حسب إحصاءات سنة 2006، بلغ إجمالي السكان في أبوالسعود 7533 نسمة، منهم 4001 رجل و3532 امرأة.